# Thermocyclops neglectus
Thermocyclops neglectus – gatunek widłonoga z rodziny Cyclopidae. Opisał go w 1909 roku norweski hydrobiolog Georg Ossian Sars, nadając mu nazwę Cyclops neglectus; wcześniej identyfikowano przedstawicieli tego gatunku jako C. hyalinus lub C. oithonoides. Okazy typowe znaleziono w próbkach z afrykańskich jezior Tanganika, Niasa i Jeziora Wiktorii.